# Evan McMullin
David Evan McMullin, né le 2 avril 1976 à Provo (Utah), est un ancien directeur de la recherche pour la House Republican Conference (en) à la Chambre des représentants des États-Unis et agent de la CIA. Le 8 août 2016, il annonce qu'il se porte candidat en tant qu'indépendant à l'élection présidentielle américaine de 2016, soutenu par l'organisation Better for America (en),. McMullin se présente comme une alternative conservatrice aux candidats des deux grands partis, Hillary Clinton pour les démocrates et Donald Trump pour les républicains.

## Biographie

### Enfance et études
McMullin est né à Provo (Utah) et a grandi près de Seattle.
En 1994 il sort diplômé de l'Auburn Senior High School (en) à Auburn (Washington), obtient son Bachelor's degree en droit et en diplomatie internationale de l'université Brigham-Young et obtient un MBA de la Wharton School à l'université de Pennsylvanie.

### Carrière
Après avoir été diplômé de l'Université Brigham Young en 2001, il travaille à Amman (Jordanie) en tant que Volunteer Refugee Resettlement Officer pour le Haut Commissariat des Nations unies pour les réfugiés. Il travaille à la CIA de 2001 à 2011, dans le contreterrorisme et lors d'opérations de renseignement au Moyen-Orient, en Afrique du Nord et en Asie du Sud,.
En 2011, McMullin travaille pour la banque d'investissement Goldman Sachs.
En 2013 McMullin devient conseiller principal des républicains sur les questions de sécurité nationale pour la commission des affaires étrangères (en) pour le 113e congrès des États-Unis. McMullin devient en 2015 directeur de la recherche pour la House Republican Conference (en), qui gère la stratégie républicaine à la chambre basse, sous la présidente Cathy McMorris Rodgers. McMullin démissionne de ce poste peu avant son annonce de sa candidature à la présidence des États-Unis.

### Élection présidentielle américaine de 2016

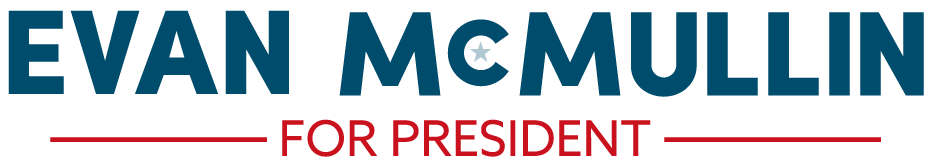
Logo de campagne de McMullin

Le 8 août 2016 McMullin annonce qu'il est candidat à l'élection présidentielle américaine de 2016 en tant qu'indépendant,,. Il a le soutien de plusieurs donateurs républicains anti-Trump,,. La campagne présidentielle de McMullin est également soutenue par plusieurs anciens membres de Better for America (en), une organisation dont le but est de permettre à un candidat indépendant de se présenter aux élections présidentielles de 2016,. La campagne de McMullin est soutenue par certains membres du mouvement Stop Trump movement (en).

Dans la déclaration publiée le jour du lancement de sa campagne, il annonce : 

« Dans une année où les américains ont perdu la foi en les candidats des deux grands partis, il est temps pour une génération de nouveaux candidats de se renforcer. Il n'est jamais trop tard pour faire ce qu'il faut et l'Amérique mérite mieux que ce que Donald Trump ou Hillary Clinton peuvent nous offrir. Je me propose humblement comme leader pouvant donner à des millions d'Américains mécontents un choix conservateur à la présidence. »

— Evan McMullin, ,
Le 8 août 2016, le même jour que l'annonce du lancement de la campagne de McMullin, Kahlil Byrd (en) et Chris Ashby, des stratèges républicains, ont formé un super PAC appelé Stand Up America pour soutenir la campagne de McMullin. Byrd est un ancien conseiller de Better for America. Le PAC sera utilisé pour des publicités télévisés et sur internet, pour des évènements publics.
Du fait de l'annonce tardive de sa candidature, McMullin dépasse la date limite pour le processus électoral dans plusieurs États. Onze d'entre-eux le place sur le bulletin de vote, une trentaine d'autres l'autorise comme candidat write-in. Les républicains, alors opposants à Trump, Jeff Flake, Lindsey Graham, Mike Lee et J. D. Vance votent pour lui.

### Candidat au Sénat
Il est candidat aux élections sénatoriales de 2022 dans l'Utah face au candidat du Parti républicain, le pro-Trump Mike Lee. Le Parti démocrate lui apporte implicitement en n'investissant aucun candidat, ce qui a suscité des remous en son sein, Evan McMullin défendant des positions conservatrices sur les questions économiques et sur l’avortement et le mariage entre personnes du même sexe. Malgré son positionnement conservateur anti-Trump, Mitt Romney ne le soutient pas. Il promet si il est élu de siéger comme indépendant. Il perd face à Lee de onze points d'écart, soit l'élection sénatoriale la plus serrée dans cet État profondément conservateur depuis 1976 (première élection d'Orrin Hatch).

## Positions politiques
McMullin soutient les positions pro-life. Selon son site de campagne, il s'oppose à une « un culture qui subventionne l'avortement sur demande. » Son site affirme également que « les Américains devraient et doivent travailler ensemble […] pour réduire le nombre de grossesses non désirées et encourager l'adoption, même s'ils ont des opinions divergentes concernant le droit à l'avortement » ,.
McMullin a déclaré que bien qu'il croie au « mariage traditionnel entre un homme et une femme, » il respecte la décision de la Cour suprême dans l'affaire Obergefell v. Hodges et il pense qu'il « est temps d'avancer » concernant le sujet du mariage homosexuel.
McMullin est pour le libre-échange et veut garder la prison de Guantánamo ouverte. Il soutient la réforme fiscale. McMullin est d'accord avec l'ObamaCare mais pense que « nous devons faire mieux que ObamaCare. ».